# Mosse pericolose
Mosse pericolose (La diagonale du fou) è un film del 1984, diretto da Richard Dembo, vincitore dell'Oscar al miglior film straniero.

## Trama
Liebskind è campione mondiale di scacchi da più di un decennio, accetta la sfida lanciatagli da Fromm anche lui russo ma da alcuni anni fuggito in occidente. La sede è Ginevra e durante la partita vengono alla luce i diversi caratteri e i diversi problemi che devono affrontare: Liebskind capace di un autocontrollo quasi totale ha una salute piuttosto malferma tanto che il suo cardiologo gli aveva sconsigliato il viaggio mentre Fromm dimostra irruenza e arroganza nel gioco tanto da rischiare spesso l'eliminazione per il mancato rispetto delle regole ma da quando è fuggito dalla Russia non ha più saputo nulla della sua famiglia.
Arrivati ad una situazione di pareggio, alla vigilia dell'ultima partita che decreterà il vincitore assoluto Liebskind dà forfait a causa delle gravi condizioni di salute, gli organizzatori proclamano quindi Fromm vincitore ma questi rifiuta il titolo dato che non è stata giocata la partita.

## Riconoscimenti
- 1984 - Premio Louis-Delluc
- 1985 - Premio Oscar
  - Oscar al miglior film straniero
- 1985 - Premio César
  - Migliore opera prima